# Sacún Cubwitz
Sacún Cubwitz är en ort i Mexiko.   Den ligger i kommunen Chilón och delstaten Chiapas, i den sydöstra delen av landet, 800 km öster om huvudstaden Mexico City. Sacún Cubwitz ligger 850 meter över havet och antalet invånare är 983.
Terrängen runt Sacún Cubwitz är huvudsakligen kuperad, men norrut är den bergig. Runt Sacún Cubwitz är det ganska glesbefolkat, med 50 invånare per kvadratkilometer. Närmaste större samhälle är Río Jordán, 13,1 km norr om Sacún Cubwitz. I omgivningarna runt Sacún Cubwitz växer i huvudsak städsegrön lövskog.